# Вакен (Шлезвіг-Гольштейн)
Вакен (нім. Wacken) — громада в Німеччині, розташована в землі Шлезвіг-Гольштейн. Входить до складу району Штайнбург. Складова частина об'єднання громад Шенефельд.
Площа — 7,1 км2. Населення становить 1981 особа (станом на 31 грудня 2020).
Відомий тим, що в ньому щороку проводять найбільший у світі музичний фестиваль просто неба Wacken Open Air.